# سكر: صاحب الظل الطويل (فلم)
سُكّر أو يوميات سكر: صاحب الظل الطويل هو فيلمٌ مصريٌ أُنتج عام 2023. بدأ عرضه يوم 12 أكتوبر، وهو مأخوذ عن رواية صاحب الظل الطويل (رواية) لجين ويبستر.

## قصة الفيلم
تدور أحداثه حول سيدة شريرة (ماجدة زكي) تدير ملجأً للأيتام، وتتعامل مع الأطفال بصرامة، ويساعدها السائق (محمد ثروت)، الذي يؤدي عدداً من المهام داخل الملجأ.

## إنتاج الفيلم
الفيلم هو أول فيلم سينمائي غنائي موجه للعائلة في المنطقة، من إنتاج مجموعة إم بي سي، وقامت استوديو إم بي سي MBC studios بإنتاجه، ونفذته شركة أروما Aroma Productions، ووزعته في العالم العربي شركة إمباير Empire Entertainment.
الفيلم هو أول ظهور سينمائي للنجمة البحرينية حلا الترك، التي بالغناء في برامج المواهب منذ طفولتها، وقد كان في الأصل مسلسلاً من ثمان حلقات باسم صاحب الظل الطويل، لكن اُتخذ قرار بجعل المشروع فيلماً غنائياً باسم سكر. وهو أول إنتاج لشركة أروما، ويحوي على العديد من التقنيات الجديدة على مستوى الصورة، ومشاهد الغرافيك.
الفيلم من بطولة ماجدة زكي (التي عادت للسينما بعد غياب دام 22 سنة)، ومحمد ثروت، ومعتز هشام، وحلا الترك، وريهام الشنواني، وياسمينا العبد، وعدد من الأطفال، وعدد من ضيوف الشرف منهم أشرف زكي، وعباس أبو الحسن، وإسلام إبراهيم. كما ظهر فيه أيضاً ديمة أحمد، وأحمد سعد، وعلاء زينهم، وماريا جمعة، ومحمد دياب.

## إيرادات الفيلم
نجح الفيلم في السعودية، لكنه لم يحقق النجاح في مصر، فحتى تاريخ 21 نوفمبر 2023، حقق فيلم سكر في المملكة العربية السعودية إيرادات بلغت 3.6 مليون ريال (30 مليون جنيه مصري).وحقق 188,357 دولار في الإمارات العربية المتحدة (6 مليون جنيه مصري).بينما في مصر بلغت إيراداته 1,485,672 جنيه مصري. مما أدى لسحبه من دور العرض المصرية بحلول 22 نوفمبر.